# Музыка, Юрий Георгиевич
Юрий Георгиевич Музыка (род. 9 февраля 1946, Сталино, Украинская ССР, СССР) — советский и украинский кинорежиссёр и сценарист.

## Биография
Юрий Музыка родился 9 февраля 1946 года в Донецке. В 1986 году окончил философский факультет Киевского университета, а также Высшие режиссёрские курсы в Москве.
Работает на телевидении в качестве режиссёра дубляжа. Являлся худруком ялтинской киностудии «Каскадёр-фильм», работал в США. Соавтор сценария некоторых собственных фильмов.

## Фильмография

### Второй режиссёр
- 1975 — Никушор из племени ТВ
- 1980 — Родила меня мать счастливым...
- 1981 — Переходный возраст
- 1982 — Свадебное путешествие перед свадьбой

### Режиссёр-постановщик
- 1990 — Чёрная магия, или Свидание с дьяволом (совместно с Б. Дуровым)
- 1991 — Крысы, или Ночная мафия (совместно с Е. Васильевым)
- 1992 — Духи ада
- 1997 — Дезертир
- 2000 — Антология приколов
- 2003 — История весеннего призыва (совместно с Р. Новиковой)
- 2005 — Тайная стража (совместно с Б. Токаревым)
- 2005 — Семь раз отмерь
- 2006 — Бес в ребро, или Великолепная четвёрка
- 2008 — Криминальное видео
- 2008 — Пари на любовь
- 2010 — Доки
- 2011 — 2012 — Товарищи полицейские
- 2011 — МУР. «Артисты»
- 2013 — Нахалка
- 2014 — Временщик

### Сценарист
- 1991 — Крысы, или Ночная мафия (совместно с Е. Васильевым)
- 1992 — Духи ада (совместно с Василием Будишевским)
- 2000 — Антология приколов

## Награды
- Премия ФСБ России (номинация «Кино- и телефильмы», 2006) — за телевизионный фильм «Тайная стража» (совместно с Борисом Токаревым).